# Newton Craveiro
Newton Craveiro (Sobral, maio de 1893 - Juazeiro do Norte, 13 de janeiro de 1926) foi um educador, jornalista, sociólogo e escritor sobralense, considerado um dos precursores do movimento escolanovista no Ceará, tendo atuado ativamente ao lado do educador paulista Lourenço Filho na chamada "Reforma Lourenço Filho" realizada no Estado em 1922, ocasião em que este ocupava o cargo de Diretor geral de instrução pública a convite do então governador Justiniano de Serpa. Publicou os livros "Quem é o sertanejo" e "João pergunta".
Indicado para a vaga de Delegado do Ensino em 1923, Newton Craveiro trabalhou para conseguir modernizar o ensino, tendo pessoalmente ministrado várias aulas-modelo para aperfeiçoar o professorado público local. Também atuou em prol da abertura de novas escolas e na organização caixas-escolares, uma espécie de fundo destinado ao provimento dos estudos de crianças carentes. Após uma intensa luta a favor da educação, Craveiro morreu precocemente no ano de 1926 em Juazeiro do norte.
Em 1973 Craveiro foi homenageado pela Câmara Municipal de Fortaleza batizando um rua de Fortaleza com seu nome.